# レッドチェリーシュリンプ

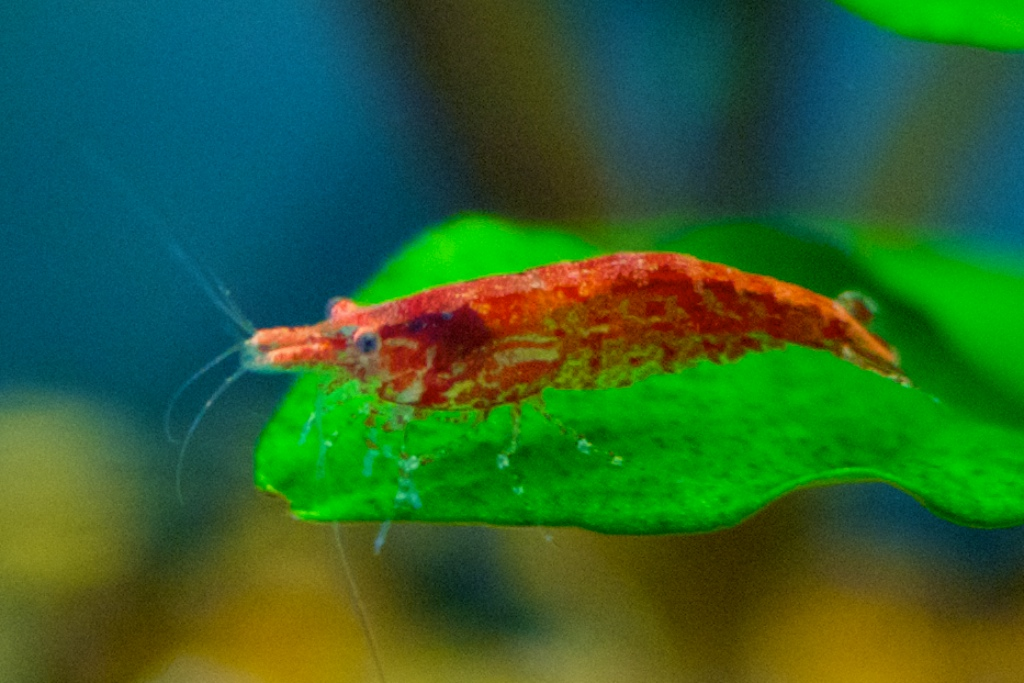
レッドチェリーシュリンプ

レッドチェリーシュリンプは、カワリヌマエビ属の淡水エビでアクアリウムにて飼育される品種である。本来の色は、茶色や緑であるが、アクアリウム向けとして赤に変異したものが主に販売されている。本種の体色は血統に依存し、エビの「品質」を決定する。その他、大きさ、行動などの特性は品種全体で多少の差こそあれ等しいとされ「品質」には影響しない。成熟したレッドチェリーシュリンプは約4cmに達する。飼育に適した水質は、pH6.5〜8、水温14-29℃（22℃が最適）で、きれいな水を好む。雑食性で飼育寿命は1〜2年程。原種であると考えられている Neocaridina davidi には、その定義をめぐって議論がある（シナヌマエビを参照）。

## 飼育

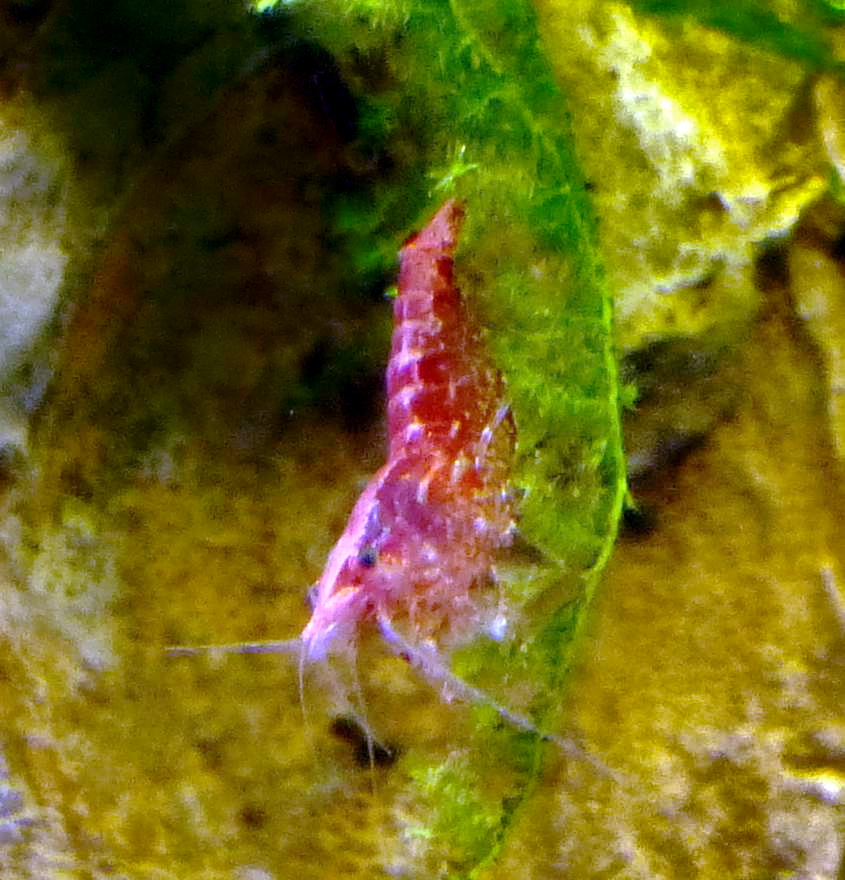
ウィローモスにつかまるレッドチェリーシュリンプ

レッドチェリーシュリンプは、水槽での飼育で繁殖させるのが容易である。広範な水質に適応し、多くの一般的な観賞魚と同じ条件で飼育できるが、硝酸塩および亜硝酸塩の濃度を低く抑え、わずかにアルカリ性の水質であれば、最良の結果が得られる。温暖な地方では夏場には水槽水の冷却を行うのが好ましい。4〜8Lの小型水槽から飼育することができ、40リットル、もしくはそれ以上の水槽では活発なコロニーを飼育することができる。また、水草を植えることで環境をエビにとって快適にすることができる。水草は稚エビから成熟したエビにまで快適な環境を提供する。
レッドチェリーシュリンプは、水草がある場合、かなりの時間を水草に寄り添って過ごし、特に脱皮した後、自らを保護するために水草の中に隠れて過ごす。また、水草の葉に育った苔や微生物を葉を傷つけることなく食べる。ウィローモスやミクロソリウムはレッドチェリーシュリンプを飼育する上での優れた水草であり、同じ条件で飼育/栽培でき、エビ、水草はお互いの役に立つ。また、鑑賞者はエビの赤色と葉の緑とのコントラストを愉しむことができる。稚エビのときはほとんどの時間を水草に隠れて過ごし、微生物や苔を食べて過ごす。一般に、レッドチェリーシュリンプにとってウィローモスは安価で、生育が早く、素晴らしい隠れ場所を提供する水草である。
レッドチェリーシュリンプは、生育する環境によって体色を変える。明るい色の環境で飼育した場合は、より薄く、または、透明となる。反対に暗い色の環境で飼育すると赤色が濃くなる。水のpH、温度、餌も体色に影響し、餌は生き餌と高タンパク質高脂肪のものはフレーク食品よりも体色を濃くする際に有益である。エビ用の餌はいくつかのメーカーから市販されている。

## 習性
レッドチェリーシュリンプは、活発に活動するエビではないが、終日活動を行い、水槽の装飾物やタンクの側面で苔を漁ったり、底床の砂利の間でデトリタスを漁ったり、時には交配している様子を見ることができる。脱皮は定期的に行い、水槽中に白い脱皮殻を残す。多くのエビと同様に本種も脱皮殻に含まれている貴重なミネラルを回収するために食べるので、脱皮殻は水槽内に放置しておいたほうが良い。
妊娠中のレッドチェリーシュリンプの雌は暗い所に隠れる傾向があり、また、捕食者によって捕食される危機を感じた場合は卵を放棄する。雌は自身と稚エビが隠れることができる流木やウィローモスなどの水草を必要とする。雌が抱卵しているときには卵を健康に保つために遊泳脚で卵に水をかけているのを目撃することができる。

## 食性
レッドチェリーシュリンプは主として苔を食べる。また、アクアリウム用途のいかなる餌をも食べるようになるが、一部は圧縮された藻類ディスク（藻類ウェーハ）を好む。軽く茹でた野菜、ズッキーニ、ベビーキャロット、えんどう豆、ほうれん草は補助食品として用いることができる。しかし、それらは控え目に与える必要がある。食べ残された野菜は非常に早く腐敗し、水質の点で問題を引き起こす。水質を清浄に保つために一部の飼育者は食べ物のためにガラスのボウルや板を水槽の底に置くことがある。
商用の魚/エビ用の餌を用いる場合、銅が添加されていないことを確認する必要がある。銅はエビにとって危険である。多くのブリーダーは、ほとんどの魚の餌で見つかった硫酸銅は、低量で許容されていると考えているが、「スネールキラー」で見つかった硫酸銅は大量であり、エビを殺すとされる。
いくつかの水質調整剤は、水槽の水として安全となるように、銅、鉛、その他の金属を水道水から取り除いたり中和することができる。
エビ水槽内を健康的なバランスに保つ最善の方法は、エビに水草や漂流物の上に育つすべての微生物を食べさせるようにすることである。この方法で水槽は濾過器無しで適切なバランスを取ることができる。日に8時間の照明でエビは何の問題もなく成熟することができる。

## 性別

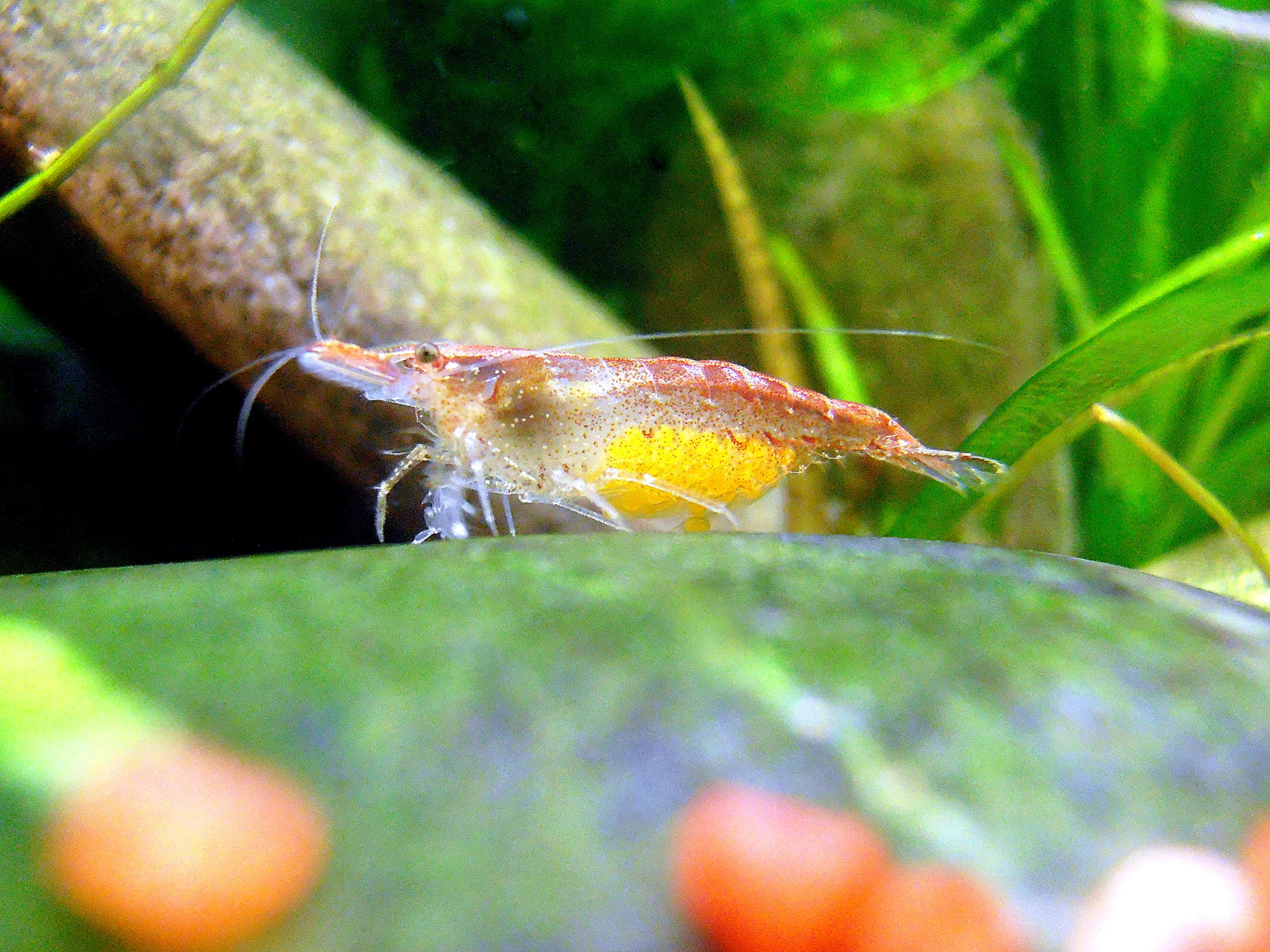
卵を抱えた雌

雄は雌よりも小さく、体色の発色に乏しい。また、雄の尾は卵を保持する必要がないために雌より細い。雌はより大きく発色が良い。
卵の色は個々のエビにより異なる。

## 繁殖
レッドチェリーシュリンプを繁殖させるのは簡単で水槽の中へ成熟した雌雄のエビを入れるだけである
。卵の発達している様子は雌の卵巣、背中にある緑もしくは黄色の三角形の「サドル」状のもの、の中に観察することができる。雌は卵を産む準備が整うと、脱皮の後に、雄に知らせるために水中にフェロモンを放出する。このとき、しばしば雄は慌ただしくなり、活発に泳ぎまわりフェロモンの発信源を探しまわる。簡単な交配（雄は雌の体に精子をふりかける）の後、雌は卵を遊泳脚に産み付ける。卵は雌の体内では受精せず、卵巣から体外に排出される際に受精する。したがって、卵を運んでいる雌が交配後であることは確実である。
いくつかの報告では、若い雌が初めて抱卵する際には一部もしくは全ての卵を落とす傾向があるとされている。おそらくは経験不足やサイズの小ささからくると思われる。また、抱卵した雌が捕食者からのストレスに晒されたり、水質が悪かったりすると、卵を放棄することがある。
雌は20〜30個の卵を持ち、それらが孵るまでには2〜3週間かかる。卵は緑か黄色で、雌の「サドル」の色と同じ色である。卵は段々と暗い色へと変わり、3週間後には稚エビが孵る。卵が孵る直前には、卵の中に稚エビの目を確認することができる。稚エビは親エビと同じ形状であるが、体長は1mm以下と小さい。孵化後約2週間で約1cmに成長し，約1年で約3cmまで成長する。レッドチェリーシュリンプはプランクトンの幼生期を持たず、最初の数日間は水草や石の間に隠れて水草のバイオフィルムなどをつついているためほとんど見ることができない。数日が経過すると水槽中にある苔を食べるようになる。
卵を孵した雌エビは、理想的なコンディションにあれば、2〜3日後に再度繁殖可能となる。

## 混泳
自然環境の中ではレッドチェリーシュリンプは主に捕食者であるが、水槽の中にあっては簡単に魚の潜在的な餌となる。魚がたとえエビを食べるには小さすぎる場合でも、手足を噛まれるなどのストレスは、エビを死に至らしめる。繁殖させるための最善の方法は、エビを単独で飼育することである。小さく、攻撃的でない魚、たとえば、ハーレクインラスボラ、ネオンテトラ、カージナルテトラ、ドワーフコリドラス、オトシンクルス、ドワーフグラミー、およびメダカのいくつかの種は成長したレッドチェリーシュリンプと混泳させることができる。しかし、稚エビは、オトシンクルスやいくつかの他の草食魚以外の魚には食べられている可能性が高い。エンゼルフィッシュを含むほとんどのシクリッドは、成熟したエビに対しても嫌がらせをし、容易に食べる。十分に覆われた隠れ場所（ウィローモスなどの水草は格好の役割を果たす）がある場合、レッドチェリーシュリンプはコロニーを保持し、大きい捕食魚と混泳させることができる。

## 普及
レッドチェリーシュリンプは北米、欧州、アジア、オーストラリアと広く普及している。オンラインショップやアクアリウム店、個人のブリーダーから購入することができる。非常に多くの近似種、ファイアレッド、スノーボール、ブルーパール、ルリーシュリンプ、イエローシュリンプ、野生種、が存在するが、全て同じ条件で飼育することができる。しかし、異なるバリエーションのエビを飼育、繁殖させた場合、ほとんどの稚エビは野生の体色に戻ってしまうことが指摘されている。